# M-31 (Spanje)

De M-31

De M-31 is een autopista in Madrid met een lengte van 5 kilometer. De M-31 verbindt de M-40 met de M-50.